# Düsseldorfer Turn- und Sportverein Fortuna 1895 1995-1996
Questa voce raccoglie le informazioni riguardanti il Düsseldorfer Turn- und Sportverein Fortuna 1895 nelle competizioni ufficiali della stagione 1995-1996.

## Stagione
Nella stagione 1995-1996 il Fortuna Düsseldorf, allenato da Aleksandar Ristić, concluse il campionato di Bundesliga al 13º posto. In Coppa di Germania il Fortuna Düsseldorf fu eliminato in semifinale dal Karlsruhe.

## Rosa
| N. |                                 | Ruolo | Calciatore          |
| -- | ------------------------------- | ----- | ------------------- |
| 1  | Germania (bandiera)             | P     | Frank Kirn          |
| 1  | Germania (bandiera)             | P     | Georg Koch          |
| 2  | Germania (bandiera)             | C     | André Winkhold      |
| 3  | Germania (bandiera)             | C     | Ulf Mehlhorn        |
| 4  | Germania (bandiera)             | D     | Karl Werner         |
| 5  | Germania (bandiera)             | A     | Frank Mill          |
| 6  | Croazia (bandiera)              | D     | Darko Dražić        |
| 7  | Bosnia ed Erzegovina (bandiera) | C     | Vlatko Glavaš       |
| 8  | Polonia (bandiera)              | C     | Andrzej Buncol      |
| 9  | Germania (bandiera)             | C     | Thomas Seeliger     |
| 10 | Croazia (bandiera)              | C     | Kujtim Shala        |
| 11 | Germania (bandiera)             | A     | Christian Radlmaier |
| 12 | Germania (bandiera)             | P     | Pierre Esser        |
| 13 | Croazia (bandiera)              | D     | Zvezdan Pejović     |
| 14 | Germania (bandiera)             | C     | Harald Katemann     |
| 15 | Germania (bandiera)             | C     | Stefan Minkwitz     |

| N. |                               | Ruolo | Calciatore         |
| -- | ----------------------------- | ----- | ------------------ |
| 16 | Italia (bandiera)             | A     | Raffael Tonello    |
| 17 | Germania (bandiera)           | A     | Thomas Brdarić     |
| 18 | Germania (bandiera)           | C     | Thorsten Judt      |
| 19 | Paesi Bassi (bandiera)        | A     | Severino Pusic     |
| 20 | Germania (bandiera)           | D     | Jörn Schwinkendorf |
| 21 | Germania (bandiera)           | D     | Dirk Schreiber     |
| 22 | Macedonia del Nord (bandiera) | A     | Darko Pančev       |
| 23 | Turchia (bandiera)            | D     | Rasim Suksur       |
| 24 | Germania (bandiera)           | D     | Thomas Bahr        |
| 25 | Germania (bandiera)           | C     | Robert Niestroj    |
| 26 | Polonia (bandiera)            | A     | Ryszard Cyroń      |
| 27 | Germania (bandiera)           | D     | Jörg Bach          |
| 28 | Slovenia (bandiera)           | C     | Rudi Istenič       |
| 34 | Germania (bandiera)           | C     | Markus Anfang      |
| 36 | Germania (bandiera)           | C     | Dennis Ibrahim     |
|    | Germania (bandiera)           | P     | Christian Rothkopf |

## Organigramma societario
Area tecnica
- Allenatore: Aleksandar Ristić
- Allenatore in seconda:
- Preparatore dei portieri: Enver Marić
- Preparatori atletici:

## Calciomercato

### Sessione estiva
| Acquisti | Acquisti            | Acquisti                    | Acquisti |
| R.       | Nome                | da                          | Modalità |
| -------- | ------------------- | --------------------------- | -------- |
| A        | Severino Pusic      | Bayer Leverkusen (juniores) |          |
| C        | Markus Anfang       | Bayer Leverkusen            |          |
| D        | Jörg Bach           | Amburgo                     |          |
| C        | Rudi Istenič        | Straelen                    |          |
| C        | Ulf Mehlhorn        | Chemnitz                    |          |
| A        | Darko Pančev        | Inter                       |          |
| A        | Christian Radlmaier | Augusta                     |          |
| D        | Jörn Schwinkendorf  | Saarbrücken                 |          |
| C        | Thomas Seeliger     | Wolfsburg                   |          |
| C        | Kujtim Shala        | Chemnitz                    |          |

| Cessioni | Cessioni       | Cessioni          | Cessioni |
| R.       | Nome           | a                 | Modalità |
| -------- | -------------- | ----------------- | -------- |
| A        | Sergio Allievi | Wattenscheid 09   |          |
| D        | Sven Backhaus  | Wattenscheid 09   |          |
| A        | Daniel Janssen | Bonner            |          |
| C        | Arthur Moses   | Tolone            |          |
| C        | Petr Rada      | Bohemians 1905    |          |
| D        | Ralf Voigt     | Arminia Bielefeld |          |

### Sessione invernale
| Acquisti | Acquisti | Acquisti | Acquisti |
| R.       | Nome     | da       | Modalità |
| -------- | -------- | -------- | -------- |

| Cessioni | Cessioni  | Cessioni  | Cessioni |
| R.       | Nome      | a         | Modalità |
| -------- | --------- | --------- | -------- |
| C        | Ben Manga | Wuppertal |          |

## Risultati

### Bundesliga

#### Girone di andata
| Arbitro: | Wagner |

|            |           |          |
| Hobsch 22’ | Marcatori | 2’ Cyroń |

| Arbitro: | Steinborn |

|          |           |            |
| Mill 30’ | Marcatori | 61’ Janßen |

| Arbitro: | Best |

|         |           |         |
| Max 84’ | Marcatori | 9’ Mill |

| Arbitro: | Kasper |

|                         |           |                       |
| Winkhold 63’ Pančev 67’ | Marcatori | 9’ Baumgart 71’ Lange |

| Arbitro: | Fröhlich |

|                        |           |                        |
| Seeliger 13’ Cyroń 66’ | Marcatori | 5’ Fischer 77’ Albertz |

| Arbitro: | Pohlmann |

|                            |           |            |
| Bender 3’, 71’ Schmitt 88’ | Marcatori | 26’ Dražić |

| Arbitro: | Krug |

|              |           |  |
| Seeliger 86’ | Marcatori |  |

| Arbitro: | Fröhlich |

|                               |           |            |
| Winkler 35’ (rig.) Bodden 75’ | Marcatori | 10’ Dražić |

| Düsseldorf 14 ottobre 1995, ore 15:30 CET 9ª giornata | Fortuna Düsseldorf | 0 – 0 referto | Friburgo | Rheinstadion (16 500 spett.)\| Arbitro: \| Kemmling \| |
| Arbitro:                                              | Kemmling           |               |          |                                                        |

| Arbitro: | Malbranc |

|                        |           |  |
| Wagner 39’ Wollitz 74’ | Marcatori |  |

| Arbitro: | Hufgard |

|            |           |            |
| Buncol 51’ | Marcatori | 37’ Völler |

| Arbitro: | Buchhart |

|                                     |           |  |
| Wolters 26’ Herrlich 27’ Berger 84’ | Marcatori |  |

| Arbitro: | Zerr |

|                              |           |                                |
| Buncol 23’ Winkhold 50’, 75’ | Marcatori | 17’ Dahlin 79’ (aut.) Seeliger |

| Arbitro: | Scheuerer |

|                          |           |            |
| Sobotzik 28’ Driller 44’ | Marcatori | 33’ Dražić |

| Arbitro: | Strampe |

|              |           |                     |
| Katemann 32’ | Marcatori | 65’ Élber 67’ Bobic |

| Arbitro: | Fleske |

|                                 |           |  |
| Schupp 7’ Okocha 40’ Hagner 41’ | Marcatori |  |

| Arbitro: | Merk |

|  |           |                                 |
|  | Marcatori | 46’ Hamann 86’ (rig.) Klinsmann |

#### Girone di ritorno
| Arbitro: | Habermann |

|           |           |              |
| Cyroń 57’ | Marcatori | 64’ Labbadia |

| Colonia 14 febbraio 1996, ore 20:00 CET 19ª giornata | Colonia   | 0 – 0 referto | Fortuna Düsseldorf | Müngersdorfer Stadion (22 000 spett.)\| Arbitro: \| Werthmann \| |
| Arbitro:                                             | Werthmann |               |                    |                                                                  |

| Arbitro: | Dardenne |

|                        |           |  |
| Pančev 6’ Seeliger 63’ | Marcatori |  |

| Berlino 3 marzo 1996, ore 18:00 CET 21ª giornata | Hansa Rostock | 0 – 0 referto | Fortuna Düsseldorf | Stadio Olimpico (50 183 spett.)\| Arbitro: \| Wagner \| |
| Arbitro:                                         | Wagner        |               |                    |                                                         |

| Arbitro: | Albrecht |

|                                                        |           |             |
| Ivanauskas 58’ Jähnig 65’ Bäron 77’ Albertz 83’ (rig.) | Marcatori | 89’ Tonello |

| Arbitro: | Steinborn |

|               |           |  |
| Bach 25’, 90’ | Marcatori |  |

| Arbitro: | Best |

|             |           |                                            |
| Paßlack 43’ | Marcatori | 14’ Tonello 49’ Seeliger 86’ (rig.) Glavaš |

| Arbitro: | Berg |

|             |           |             |
| Tonello 56’ | Marcatori | 57’ Winkler |

| Arbitro: | Strampe |

|               |           |           |
| Decheiver 45’ | Marcatori | 87’ Cyroń |

| Arbitro: | Fröhlich |

|                                     |           |          |
| Werner 71’ (rig.) Brehme 74’ (aut.) | Marcatori | 34’ Kuka |

| Leverkusen 14 aprile 1996, ore 18:00 CEST 28ª giornata | Bayer Leverkusen | 0 – 0 referto | Fortuna Düsseldorf | Ulrich-Haberland-Stadion (26 500 spett.)\| Arbitro: \| Heynemann \| |
| Arbitro:                                               | Heynemann        |               |                    |                                                                     |

| Arbitro: | Zerr |

|          |           |                       |
| Bach 30’ | Marcatori | 36’ Freund 38’ Sammer |

| Arbitro: | Krug |

|               |           |           |
| Andersson 82’ | Marcatori | 35’ Cyroń |

| Arbitro: | Dardenne |

|                       |           |  |
| Cyroń 6’ Katemann 46’ | Marcatori |  |

| Arbitro: | Fleske |

|                |           |                         |
| Bobic 83’, 89’ | Marcatori | 49’, 75’ Cyroń 68’ Judt |

| Arbitro: | Steinborn |

|                    |           |                         |
| Glavaš 8’ Judt 26’ | Marcatori | 65’ Dworschak 82’ Zelić |

| Arbitro: | Wagner |

|                    |           |                   |
| Klinsmann 72’, 83’ | Marcatori | 6’ Judt 25’ Cyroń |

### Coppa di Germania
| Arbitro: | Rüdiger |

|             |           |                                |
| Schmidt 79’ | Marcatori | 48’, 64’ Mill 64’ (aut.) Braun |

| Arbitro: | Berg |

|                                   |           |            |
| Pančev 22’ Cyroń 79’ Seeliger 90’ | Marcatori | 73’ Helmer |

| Arbitro: | Wagner |

|                                  |           |           |
| Werner 58’ Minkwitz 63’ Bach 86’ | Marcatori | 28’ Fuchs |

| Arbitro: | Kasper |

|          |           |  |
| Mill 56’ | Marcatori |  |

| Arbitro: | Heynemann |

|                          |           |  |
| Kir'jakov 15’ Häßler 79’ | Marcatori |  |

## Statistiche

### Statistiche di squadra
| Competizione      | Punti | In casa | In casa | In casa | In casa | In casa | In casa | In trasferta | In trasferta | In trasferta | In trasferta | In trasferta | In trasferta | Totale | Totale | Totale | Totale | Totale | Totale | DR |
| Competizione      | Punti | G       | V       | N       | P       | Gf      | Gs      | G            | V            | N            | P            | Gf           | Gs           | G      | V      | N      | P      | Gf     | Gs     | DR |
| ----------------- | ----- | ------- | ------- | ------- | ------- | ------- | ------- | ------------ | ------------ | ------------ | ------------ | ------------ | ------------ | ------ | ------ | ------ | ------ | ------ | ------ | -- |
| Bundesliga        | 40    | 17      | 6       | 8       | 3       | 24      | 19      | 17           | 2            | 8            | 7            | 16           | 28           | 34     | 8      | 16     | 10     | 40     | 47     | -7 |
| Coppa di Germania | -     | 3       | 3       | 0       | 0       | 7       | 2       | 2            | 1            | 0            | 1            | 3            | 3            | 5      | 4      | 0      | 1      | 10     | 5      | +5 |
| Totale            | 40    | 20      | 9       | 8       | 3       | 31      | 21      | 19           | 3            | 8            | 8            | 19           | 31           | 39     | 12     | 16     | 11     | 50     | 52     | -2 |

### Andamento in campionato
| Giornata  | 1 | 2 | 3  | 4  | 5  | 6  | 7  | 8  | 9  | 10 | 11 | 12 | 13 | 14 | 15 | 16 | 17 | 18 | 19 | 20 | 21 | 22 | 23 | 24 | 25 | 26 | 27 | 28 | 29 | 30 | 31 | 32 | 33 | 34 |
| --------- | - | - | -- | -- | -- | -- | -- | -- | -- | -- | -- | -- | -- | -- | -- | -- | -- | -- | -- | -- | -- | -- | -- | -- | -- | -- | -- | -- | -- | -- | -- | -- | -- | -- |
| Luogo     | T | C | T  | C  | C  | T  | C  | T  | C  | T  | C  | T  | C  | T  | C  | T  | C  | C  | T  | C  | T  | T  | C  | T  | C  | T  | C  | T  | C  | T  | C  | T  | C  | T  |
| Risultato | N | N | N  | N  | N  | P  | V  | P  | N  | P  | N  | P  | V  | P  | P  | P  | P  | N  | N  | V  | N  | P  | V  | V  | N  | N  | V  | N  | P  | N  | V  | V  | N  | N  |
| Posizione | 8 | 9 | 12 | 13 | 12 | 13 | 11 | 11 | 11 | 15 | 14 | 16 | 16 | 16 | 16 | 18 | 18 | 18 | 17 | 17 | 17 | 17 | 16 | 15 | 14 | 15 | 14 | 14 | 15 | 15 | 14 | 12 | 12 | 13 |

Legenda:

Luogo: C = Casa; T = Trasferta. Risultato: V = Vittoria; N = Pareggio; P = Sconfitta.

### Statistiche dei giocatori
| Giocatore        | Bundesliga | Bundesliga | Bundesliga  | Bundesliga | Coppa di Germania | Coppa di Germania | Coppa di Germania | Coppa di Germania | Totale   | Totale | Totale      | Totale     |
| Giocatore        | Presenze   | Reti       | Ammonizioni | Espulsioni | Presenze          | Reti              | Ammonizioni       | Espulsioni        | Presenze | Reti   | Ammonizioni | Espulsioni |
| ---------------- | ---------- | ---------- | ----------- | ---------- | ----------------- | ----------------- | ----------------- | ----------------- | -------- | ------ | ----------- | ---------- |
| M. Anfang        | 11         | 0          | 0           | 0          | 0                 | 0                 | 0                 | 0                 | 11       | 0      | 0           | 0          |
| J. Bach          | 30         | 3          | 7           | 0          | 5                 | 1                 | 0                 | 0                 | 35       | 4      | 7           | 0          |
| T. Bahr          | 0          | 0          | 0           | 0          | 0                 | 0                 | 0                 | 0                 | 0        | 0      | 0           | 0          |
| T. Brdarić       | 10         | 0          | 1           | 0          | 2                 | 0                 | 0                 | 0                 | 12       | 0      | 1           | 0          |
| A. Buncol        | 26         | 2          | 5           | 0          | 3                 | 0                 | 0                 | 0                 | 29       | 2      | 5           | 0          |
| R. Cyroń         | 29         | 9          | 0           | 0          | 3                 | 1                 | 0                 | 0                 | 32       | 10     | 0           | 0          |
| D. Dražić        | 20         | 3          | 4           | 0          | 4                 | 0                 | 0                 | 0                 | 24       | 3      | 4           | 0          |
| P. Esser         | 0          | 0          | 0           | 0          | 0                 | 0                 | 0                 | 0                 | 0        | 0      | 0           | 0          |
| V. Glavaš        | 25         | 2          | 5           | 0          | 5                 | 0                 | 1                 | 0                 | 30       | 2      | 6           | 0          |
| D. Ibrahim       | 3          | 0          | 0           | 0          | 0                 | 0                 | 0                 | 0                 | 3        | 0      | 0           | 0          |
| R. Istenič       | 15         | 0          | 1           | 0          | 3                 | 0                 | 0                 | 0                 | 18       | 0      | 1           | 0          |
| T. Judt          | 17         | 3          | 3           | 0          | 1                 | 0                 | 0                 | 0                 | 18       | 3      | 3           | 0          |
| H. Katemann      | 24         | 2          | 1           | 0          | 2                 | 0                 | 0                 | 0                 | 26       | 2      | 1           | 0          |
| F. Kirn          | 0          | 0          | 0           | 0          | 0                 | 0                 | 0                 | 0                 | 0        | 0      | 0           | 0          |
| G. Koch          | 34         | 0          | 1           | 0          | 5                 | 0                 | 0                 | 0                 | 39       | 0      | 1           | 0          |
| B. Manga         | 3          | 0          | 1           | 0          | 2                 | 0                 | 0                 | 0                 | 5        | 0      | 1           | 0          |
| U. Mehlhorn      | 30         | 0          | 5           | 0          | 5                 | 0                 | 0                 | 0                 | 35       | 0      | 5           | 0          |
| F. Mill          | 28         | 2          | 2           | 0          | 4                 | 3                 | 0                 | 0                 | 32       | 5      | 2           | 0          |
| S. Minkwitz      | 10         | 0          | 1           | 0          | 2                 | 1                 | 0                 | 0                 | 12       | 1      | 1           | 0          |
| R. Niestroj      | 0          | 0          | 0           | 0          | 0                 | 0                 | 0                 | 0                 | 0        | 0      | 0           | 0          |
| D. Pančev        | 14         | 2          | 1           | 0          | 3                 | 1                 | 0                 | 0                 | 17       | 3      | 1           | 0          |
| Z. Pejovic       | 8          | 0          | 2           | 0          | 0                 | 0                 | 0                 | 0                 | 8        | 0      | 2           | 0          |
| S. Pusic         | 0          | 0          | 0           | 0          | 0                 | 0                 | 0                 | 0                 | 0        | 0      | 0           | 0          |
| C. Radlmaier     | 0          | 0          | 0           | 0          | 0                 | 0                 | 0                 | 0                 | 0        | 0      | 0           | 0          |
| C. Rothkopf      | 0          | 0          | 0           | 0          | 0                 | 0                 | 0                 | 0                 | 0        | 0      | 0           | 0          |
| D. Schreiber     | 0          | 0          | 0           | 0          | 0                 | 0                 | 0                 | 0                 | 0        | 0      | 0           | 0          |
| J. Schwinkendorf | 18         | 0          | 1           | 0          | 4                 | 0                 | 0                 | 0                 | 22       | 0      | 1           | 0          |
| T. Seeliger      | 28         | 4          | 4           | 0          | 3                 | 1                 | 0                 | 0                 | 31       | 5      | 4           | 0          |
| K. Shala         | 15         | 0          | 3           | 0          | 3                 | 0                 | 2                 | 0                 | 18       | 0      | 5           | 0          |
| R. Suksur        | 0          | 0          | 0           | 0          | 0                 | 0                 | 0                 | 0                 | 0        | 0      | 0           | 0          |
| R. Tonello       | 10         | 3          | 1           | 0          | 1                 | 0                 | 0                 | 0                 | 11       | 3      | 1           | 0          |
| K. Werner        | 33         | 1          | 5           | 1          | 5                 | 1                 | 0                 | 0                 | 38       | 2      | 5           | 1          |
| A. Winkhold      | 29         | 3          | 8           | 2          | 5                 | 0                 | 2                 | 0                 | 34       | 3      | 10          | 2          |